# سيلفيا بارينت
سيلفيا بارينت هي لاعبة إيطالية حائزة على الميدالية الذهبية الأولمبية لذوي الاحتياجات الخاصة. 
فازت بميدالية ذهبية، وبرونزيتين في دورة الألعاب البارالمبية الشتوية لعام 2006 في تورين.  

## روابط خارجية
- سيلفيا بارينت في اللجنة البارالمبية الدولية
- "Lorenzo Migliari and Silvia Parente Photos Photos: Paralympic Winter Games - Day Two". Zimbio. 12 مارس 2006. مؤرشف من الأصل في 2020-09-02. اطلع عليه بتاريخ 2018-03-19.
- "Paralympic Winter Games - Day Nine Photos and Images". Getty Images. 19 مارس 2018. مؤرشف من الأصل في 2018-06-29. اطلع عليه بتاريخ 2018-03-19.
- دورة الألعاب الأولمبية الشتوية في تورينو 2006 للمعاقين ، التزلج على جبال الألب